# Tarjeta de pago

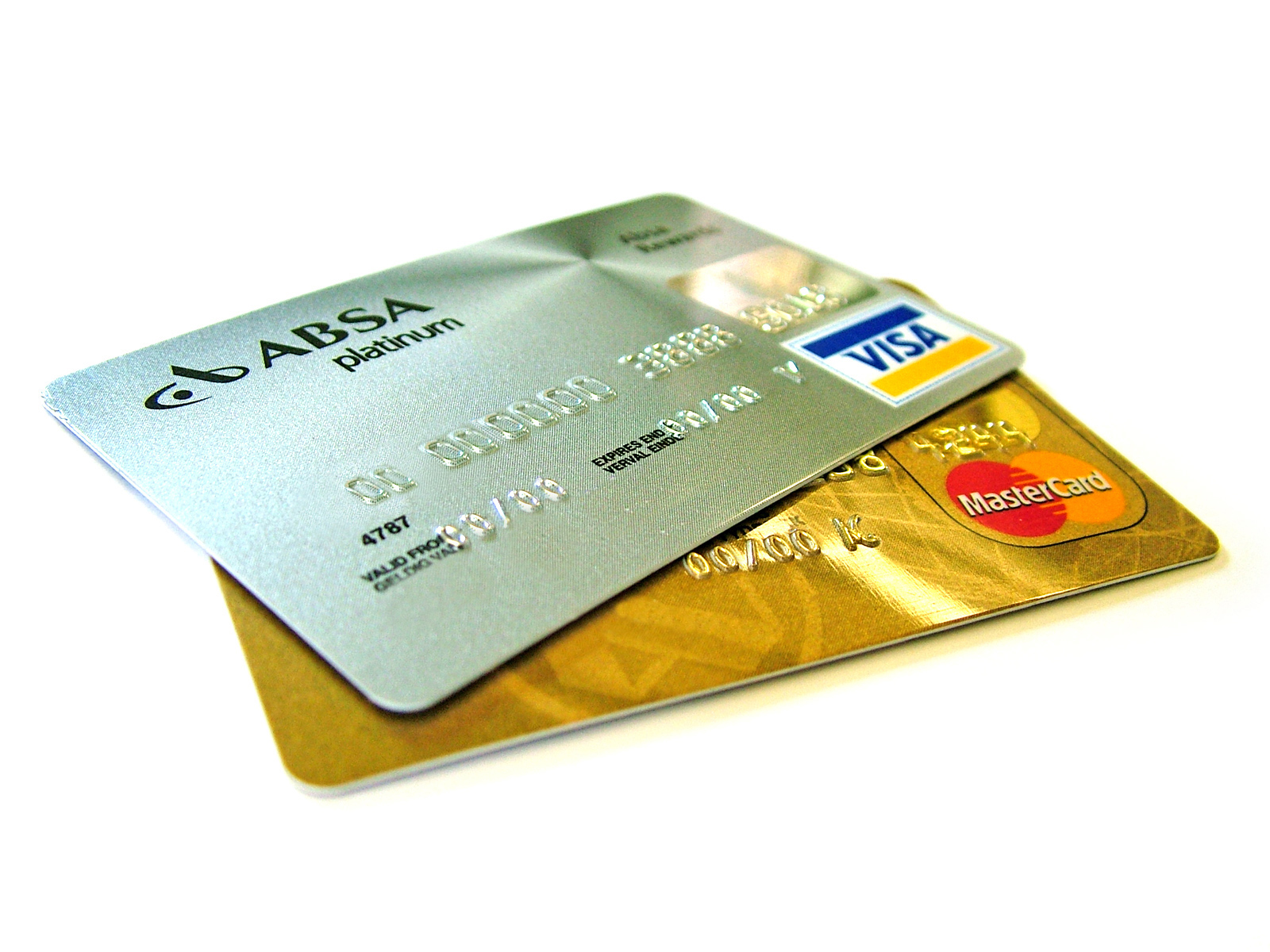
Ejemplo de dos tarjetas de crédito

Un ejemplo de la portada de una típica tarjeta de débito:

Una tarjeta de pago es un instrumento que permite a su propietario (el titular de la tarjeta) pagar bienes y servicios por transferencia electrónica de fondos. Los tipos más comunes de tarjetas de pago son las tarjetas de crédito, tarjetas débito y tarjetas prepago. Las tarjetas de pago son generalmente tarjetas de plástico de relieve, de tamaño 85.60 x 53.98 mm, que cumplen con la norma estándar ISO/IEC 7810 ID-1. Por lo general, también tienen en relieve el número de la tarjeta conforme a la norma de numeración estándar ISO/IEC 7812.
Más comúnmente, una tarjeta de pago está vinculada por vía electrónica a una cuenta (o cuentas) que pertenezcan al titular de la tarjeta. Estas cuentas pueden ser cuentas de depósito o de préstamos o cuentas de crédito, y la tarjeta es un medio de autenticación del titular. Sin embargo, las Tarjeta de valor guardado son tarjetas donde se almacena dinero en la propia tarjeta.

## Historia
Hasta principios del siglo XX, la gente tenía que pagar con dinero en efectivo todo lo que consumía (bienes y servicios). Más tarde, comienza a aparecer el crédito que la empresa proveedora del bien o servicio otorga a clientes habituales.
En 1914 la empresa financiera Western Union crea una tarjeta para sus clientes más selectos, que no solo les permitía acceder a un trato preferente, sino a una línea de crédito sin cargos. Hasta finales de los años 40, una gran cantidad de empresas comenzaron a emitir sus propias tarjetas de crédito, pero que solo tenían validez en sus establecimientos, como un método para atraer clientes y facilitar las compras a través del crédito. En 1924, por ejemplo, la General Petroleum Corporation emite su primer tarjeta de crédito para la compra de gasolina, y en 1929, la American Telephone & Telegraph emite la tarjeta Bell.

## Tipos
Las tarjetas de pago se pueden distinguir sobre la base de las características de cada tipo de tarjeta, incluyendo:

### Tarjeta de crédito
El emisor de una tarjeta de crédito, se crea una línea de crédito (generalmente llamado un límite de crédito) para el titular de la tarjeta en la que el titular puede pedir prestado, ya sea para el pago a un comerciante para comprar algo o como un adelanto en efectivo para sí mismo. La mayoría de las tarjetas de crédito son emitidas por o a través de bancos o cooperativas de crédito, pero algunas instituciones financieras no bancarias también ofrecen tarjetas directamente al público.
El titular de la tarjeta puede elegir, ya sea, pagar la totalidad del saldo pendiente por la fecha de vencimiento de pago o pagar una cantidad menor, no menos que el "monto mínimo", por esa fecha. En el primer caso, el interés normalmente no se cobra; mientras que en el segundo caso, el titular de la tarjeta es cargada con un interés. La tasa de interés y método de cálculo de la carga varían entre las tarjetas de crédito, incluso para diferentes tipos de tarjetas emitidas por la misma compañía. Muchas tarjetas de crédito también pueden utilizarse para realizar adelantos en efectivo a través de Cajeros automáticos (ATM), que también traen cargos de interés, por lo general se calcula a partir de la fecha de retiro de efectivo. Algunos comerciantes cobran una tarifa para las compras con tarjeta de crédito, como si cobrarán una tarifa por el emisor de la tarjeta.

### Tarjeta de débito

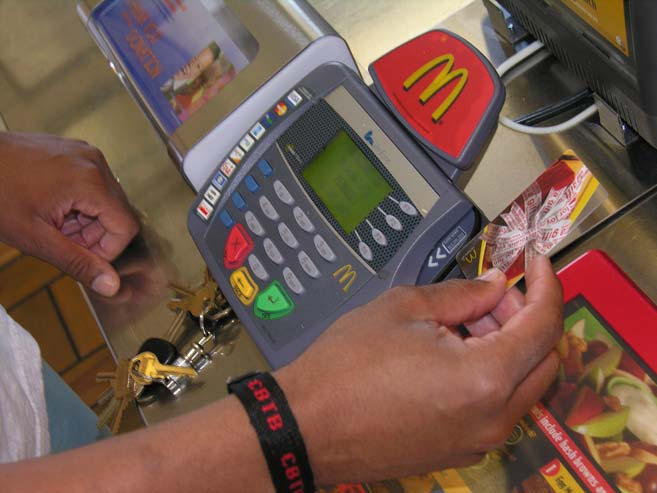
Compra mediante tarjeta de débito

Una tarjeta de débito (también conocida como una tarjeta bancaria, tarjeta de débito o alguna otra descripción) es cuando el titular de la tarjeta hace una compra, se retiran los fondos directamente de la cuenta bancaria del titular, o desde el saldo restante en la tarjeta, en lugar de que el titular deba pagar el dinero en una fecha posterior. En algunos casos, las "tarjetas" están diseñadas exclusivamente para su uso en Internet, y por lo tanto no hay una tarjeta física.
El uso de tarjetas de débito se ha generalizado en muchos países y ha superado el uso de cheques, y en algunos casos las transacciones de efectivo, por el volumen. Como las tarjetas de crédito, tarjetas de débito se utilizan ampliamente para compras por teléfono y por internet.
Las tarjetas de débito también puede permitir retiro de dinero en efectivo al instante, actuando como una tarjeta de Cajero automático, y como una tarjeta de cheque de garantía. Los comerciantes también pueden ofrecer facilidades de "devolución"/"retiro" a los clientes, donde un cliente puede retirar dinero en efectivo junto con su compra. Los comerciantes por lo general no cobran una cuota para las compras con tarjeta de débito.

### Tarjeta de cargos
Con tarjetas de cargos, el titular está obligado a pagar la totalidad del saldo que figura en la declaración, la cual generalmente es una publicación mensual, por la fecha de vencimiento de pago. Es una forma de préstamo a corto plazo a cubrir la compras del titular de la tarjeta, a partir de la fecha de compra y la fecha de vencimiento de pago, que normalmente puede ser de hasta 55 días. Generalmente no se cobra interés sobre tarjetas de cargos y casi no hay límite en la cantidad total que puede ser cargada. Si el pago no se realiza por completo, esto puede resultar en un retraso en el pago de cuotas, la posible restricción de futuras transacciones, y tal vez la cancelación de la tarjeta.

### Tarjeta ATM
Una tarjeta ATM (conocido bajo una serie de nombres), es cualquier tarjeta que puede ser usada en cajeros automáticos (ATM) para transacciones como depósitos, retiros de efectivo, obtención de información de la cuenta, y otros tipos de transacciones, a menudo a través de redes interbancarias. Las tarjetas pueden ser emitidas exclusivamente para acceder a los Cajeros automáticos, y la mayoría de tarjetas de débito o crédito también puede ser utilizada en Cajeros automáticos, pero tarjetas de carga y propietaria no.
El uso de una tarjeta de crédito para retirar dinero en efectivo en un Cajero automático es tratada de forma diferente a una transacción POS, generalmente, contrayendo cargos por interés a partir de la fecha de la retirada de efectivo. El uso de una tarjeta de débito que no suele contraer interés. Otros propietarios de cajeros pueden cobrar una tarifa por el uso de sus cajeros automáticos.

### Tarjetas de valor almacenado
Con una tarjeta de valor almacenado, un valor monetario es almacenado en la tarjeta, y no es registrado en una cuenta externa. Esto difiere de las tarjetas de prepago donde el dinero está en depósito con el emisor similar a una tarjeta de débito. Una de las principales diferencias entre las tarjetas de valor almacenado y tarjetas de débito de prepago es que las tarjetas de débito de prepago se emiten normalmente en nombre de la cuenta individual del titular, mientras que las tarjetas de valor almacenado son generalmente anónimos.
El plazo de tarjetas de valor almacenado significa que los fondos y/o los datos son almacenados físicamente en la tarjeta. Las tarjetas de prepago se mantienen los datos registrados en computadoras controladas por el emisor de la tarjeta. El valor almacenado en la tarjeta se puede acceder mediante una banda magnética integrada en la tarjeta, en la que el número de tarjeta codificada; mediante la identificación por radiofrecuencia (RFID); o mediante la introducción de un número de código (impreso en la tarjeta) en un teléfono u otro teclado numérico.

### Tarjeta de flota
Una tarjeta de flota se utiliza como una tarjeta de pago, más comúnmente para la gasolina, el diesel y otros combustibles en las estaciones de gasolina. Las tarjetas de flota también pueden ser usadas para pagar por el mantenimiento y gastos de los vehículos, a la discreción de la flota del propietario o administrador. El uso de una tarjeta de flota, reduce la necesidad de llevar dinero en efectivo, aumentando así la seguridad para los conductores. La eliminación de efectivo también ayuda a prevenir transacciones fraudulentas en la flota del propietario o del administrador de gastos.
Las tarjetas de flota ofrecen convenientes y comprensivos reportes, permitiendo a los propietarios/gestores de flotas recibir informes en tiempo real y establecer controles de compra con sus tarjetas, ayudando a mantenerlos informados de todos los asuntos relacionados con los gastos.

### Otros
Existen otros tipos de tarjetas de pago, que incluyen:
- Tarjeta de regalo
- Dinero electrónico

## Tecnologías
Un número de la Organización Internacional para la Normalización de estándares, ISO/IEC 7810, ISO/IEC 7811, ISO/IEC 7812, ISO/IEC 7813, ISO 8583, y la norma ISO/IEC 4909, definen las propiedades físicas de las tarjetas de pago, incluyendo el tamaño, la flexibilidad, la ubicación de la banda magnética, características magnéticas, y formatos de datos. También proporcionan los estándares para tarjetas financieras, incluyendo la asignación de rangos de números a diferentes instituciones emisoras de tarjetas.

### Relieve o grabado
Originalmente la identificación de la cuenta a cargar estaba hecha en papel. En 1959 American Express fue el primer operador de tarjeta de carga para emitir tarjetas plásticas con relieve que permitió a las tarjetas ser manualmente impresas para el procesamiento, haciendo más rápido el procesamiento y la reducción de los errores de transcripción. A pesar de que el método de impresión ha sido predominantemente sustituida, las tarjetas continúan siendo grabadas en relieve en caso de que una transacción deba ser procesada de forma manual. Las Tarjetas se ajustan a la norma estándar ISO/IEC 7810 ID-1, ISO/IEC 7811 en relieve, y tienen un número de tarjeta bancaria de cumplimiento con la norma de numeración estándar ISO/IEC 7812.

### Tarjeta de banda magnética

Un ejemplo del reverso de una típica tarjeta de débito:

Las bandas magnéticas comenzaron a implementarse en las tarjetas de débito en la década de 1970, con la introducción de Cajeros automáticos. Los datos de las tarjeta de bandas magnética de tiendas pueden ser leídas por el contacto físico y deslizándolas por un cabezal de lectura.

### Tarjeta inteligente
Una tarjeta inteligente, tarjeta chip o tarjeda de circuito integrado (TCI), es cualquier tarjeta de bolsillo con la inserción de circuitos integrados, que pueden procesar los datos. Esto implica que puede recibir la información que se procesa — por medio de aplicaciones ICC — y se entrega como una salida. Hay dos amplias categorías de los ICC. Las tarjetas de memoria que solo contiene componentes de almacenamiento de memoria no volátil, y tal vez algunos lógica de seguridad específica. Tarjetas de microprocesador contienen componentes como la memoria volátil y el microprocesador. La tarjeta está hecha de plástico, generalmente de PVC, y a veces ABS. La tarjeta puede incrustar un holograma para evitar la falsificación. El uso de tarjetas inteligentes es también una forma fuerte de autenticación de seguridad para una identificación única dentro de las grandes empresas y organizaciones.
EMV es el estándar adoptado por todas las principales emisores de tarjetas de pago inteligentes.

### Tarjeta de proximidad

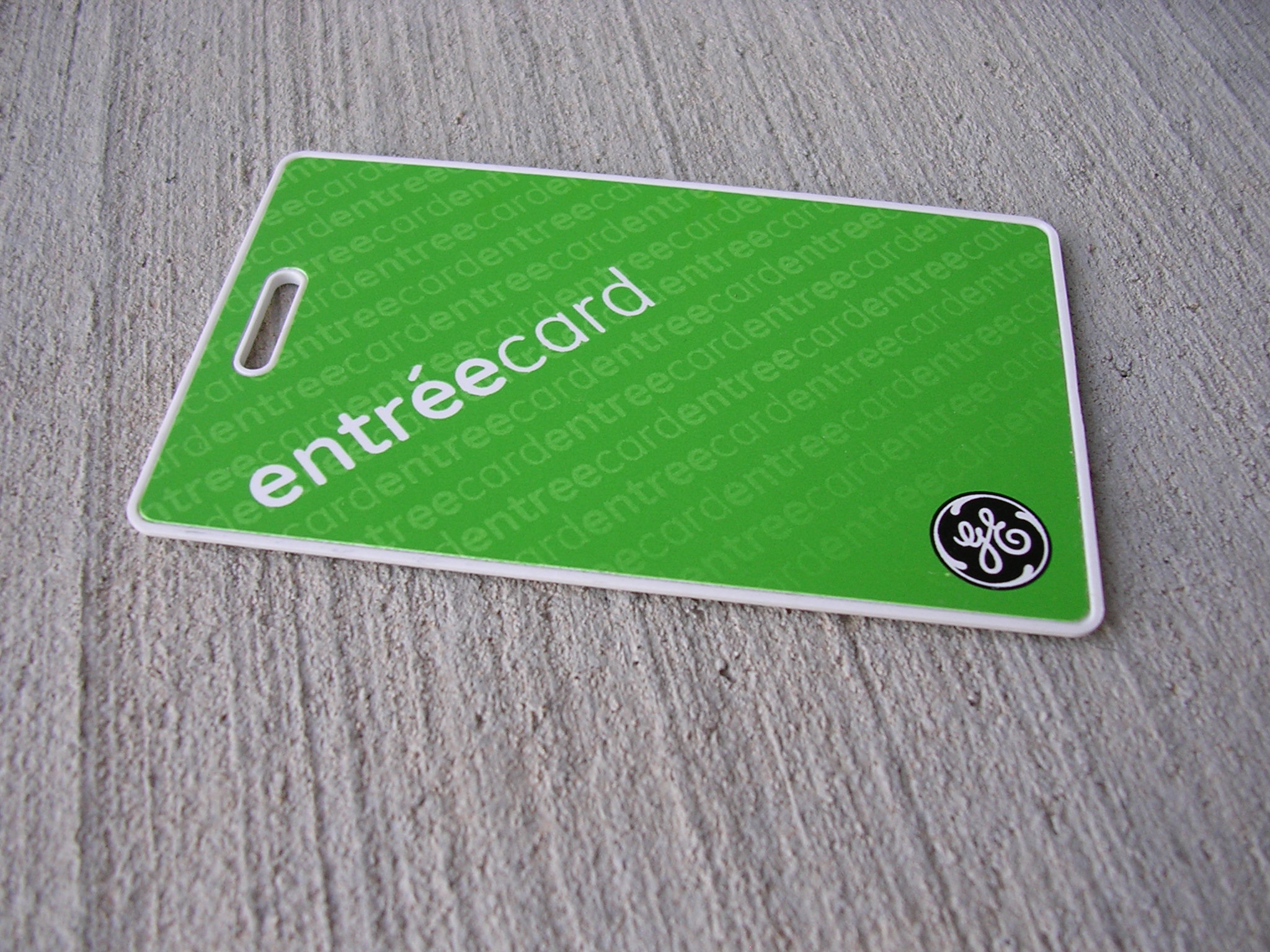
Una tarjeta de proximidad

Tarjeta de proximidad (o tarjeta de proximidad) es un nombre genérico para dispositivos de circuito integrado sin contacto utilizados para el acceso de seguridad o los sistemas de pago. Puede referirse a dispositivos mayores de 125 kHz o la más reciente tarjeta sin contacto de 13,56 MHz RFID, más comúnmente conocido como las tarjetas inteligentes sin contacto.
Modernas tarjetas de proximidad están cubiertos por la norma ISO/IEC 14443 (tarjeta de proximidad). También hay una relacionada con el ISO/IEC 15693 (tarjeta de inmediaciones). Tarjetas de proximidad son alimentadas por la energía de transferencia por resonancia y tienen un rango de 0 a 3 pulgadas en la mayoría de los casos. El usuario podrá dejar la tarjeta dentro de una cartera o bolso. El precio de las tarjetas es también baja, generalmente de US$2–$5, lo que les permite ser usada en aplicaciones tales como tarjetas de identificación, tarjetas de acceso, tarjetas de pago y tarjetas de tarifa de transporte público.

### Tarjeta de banda magnética reprogramable
Las tarjetas de banda magnética reprogramable/dinámica son de tarjetas de transacciones de tamaño estándar que incluyen una batería, un procesador y un medio (acoplamiento inductivo o no) al que se envío una señal variable a un lector de banda magnética. Las tarjetas de banda re-programables son a menudo más seguras que el estándar de tarjetas de banda magnética y pueden transmitir información para múltiples cuentas del titular de la tarjeta.